# Eparchia asjucka
Eparchia asjucka (łac. Eparchia Lycopolitana, eparchia likopolitańska)  – eparchia Kościoła katolickiego obrządku koptyjskiego w Egipcie, z siedzibą w mieście Asjut (starożytne Lycopolis) w muhafazie Asjut. Została erygowana jako sufragania koptyjskiego katolickiego patriarchatu Aleksandrii 10 sierpnia 1947 konstytucją apostolską Ex Petri Cathedra papieża Piusa XII. Eparchia powstała poprzez wyłączenie z terytorium eparchii luksorskiej. Jej terytorium rozciąga się pomiędzy 27° a 28° szerokości geograficznej północnej oraz między Morzem Czerwonym na wschodzie i Pustynią Libijską na zachodzie.

## Główne świątynie
- Katedra: Katedra Matki Bożej Miłości w Asjucie

## Biskupi
- Alexandros Scandar (1947–1964)
- Youhanna Nueir OFM (1965–1990)
- Kyrillos Kamal William Samaan OFM (1990–2021)
- Daniel Lotfy Khella (od 2022)